# Bahamas ved sommer-OL 2012
Bahamas deltog ved Sommer-OL 2012 i London som blev arrangeret i perioden 27. juli til 12. august 2012. 

## Medaljer
| 2012 London | Guld | Sølv | Bronze | Total |
| Bahamas     | 1    | 0    | 0      | 1     |

### Medaljevinderne
| Bahamas under sommer-OL 2012 i London | Bahamas under sommer-OL 2012 i London                             | Bahamas under sommer-OL 2012 i London | Bahamas under sommer-OL 2012 i London | Bahamas under sommer-OL 2012 i London |
| Medaljer                              | Atlet                                                             | Sport                                 | Øvelse                                | Resultat                              |
| ------------------------------------- | ----------------------------------------------------------------- | ------------------------------------- | ------------------------------------- | ------------------------------------- |
| Guld                                  | Chris Brown (atlet) Demetrius Pinder Michael Mathieu Ramon Miller | Atletik                               | 4 x 400 m stafet, mænd                | 2.56,72                               |